# Oxid thulitý
Oxid thulitý (též thulia) je anorganická sloučenina (oxid) se vzorcem Tm2O3. Jedná se o bílou až bledě zelenou pevnou látku bez zápachu.
V roce 1879 jej poprvé izoloval Per Teodor Cleve při práci s oxidem erbitým, čímž současně objevil thulium a holmium. Lze jej laboratorně připravit pálením thulia za přítomnosti vzduchu při 150 °C.
Oxid thulitý se používá pro dotování optovláknových zesilovačů (TDFA, Thulium Doped Fiber Amplifiers), má též speciální užití při výrobě skla, keramiky a laserů pro laserovou chirurgii.